# William Henry Hadow
Pour les articles homonymes, voir Hadow.
William Henry Hadow, né le 27 décembre 1859 à Ebrington et mort le 8 avril 1937 à Londres, est un enseignant, musicologue et compositeur britannique.

## Biographie
Né le 27 décembre 1859 à Ebrington dans le Gloucestershire, William Henry Hadow est le fils aîné de William Elliot Hadow (1826-1906) et de son épouse, Mary Lang (morte en 1917), deuxième fille d'Henry Cornish, de Tavistock.
Après avoir passé plus de sept ans au Malvern College, il entre en 1878 au Worcester College. Il obtient les Honneurs de première classe en Modérations en 1880 et en Litterae Humaniores en 1882, obtenant un Bachelor of Arts cette année-là et Master of Arts trois ans plus tard.
Il dirige la publication de The Oxford History of Music (1901-1905), et en écrit le vol. IV The Viennese Period, et d’autres ouvrages dont Studies in Modem Music (1892-
1894) et A Primer of Sonata Form (1896).
William Henry Hadow meurt le 8 avril 1937 à Londres.